# Snohomišové

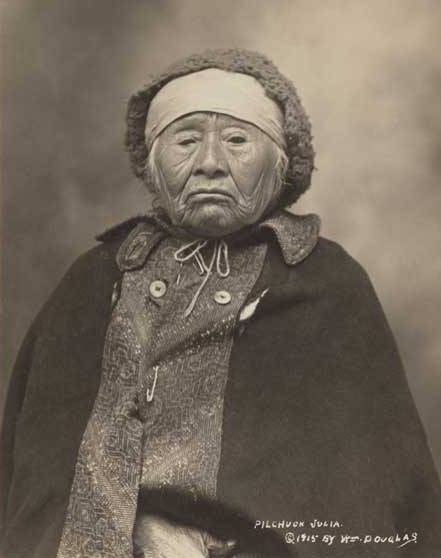
Pilchuck Julia z kmene Snohomišů, 1915

Snohomišové je kmen indiánů, kteří mluví Lašůtšídštinou a žijí na pobřeží Pugetova zálivu, severně od města Seattle. Jejich původní jméno je Sdoh-doh-hohbsh, což znamená podle jejich posledního náčelníka, Williama Sheltona, mokrý sníh. Někteří historikové ale tvrdí, že to nemusí být pravda. Oblast, kde kmen žil, je nyní okres Snohomish. Někteří z posledních žijících členů kmenu žijí v rezervaci Tulalipů, západně od města Marysville, a snaží se získat od federální vlády oficiální status kmene.